# Зоря

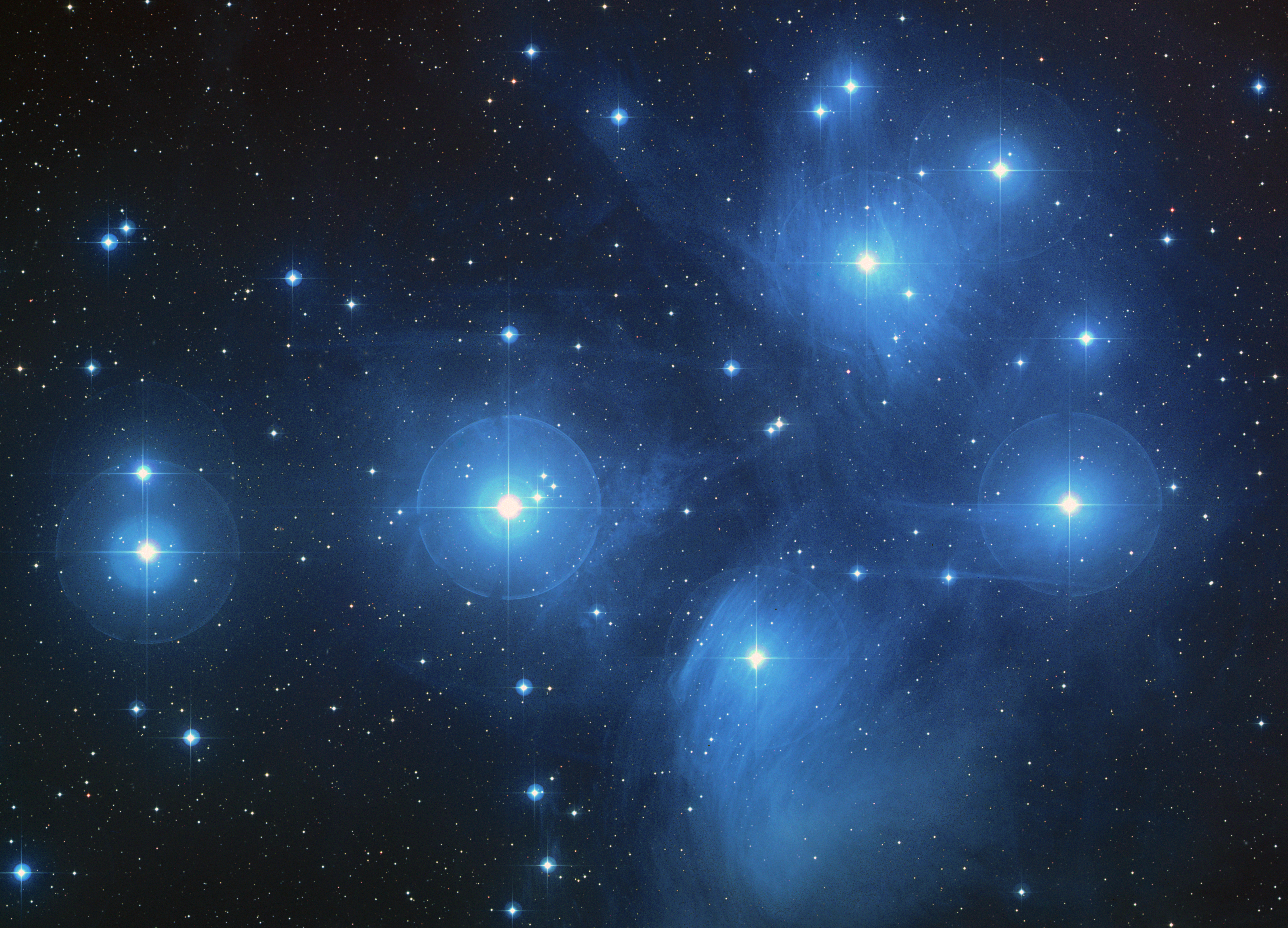
Стожари, розсіяне скупчення зір у сузір'ї Тельця.

Зоря́, або зі́рка (також у художньому мовленні зоряни́ця, зірни́ця; у словнику Грінченка зі́ра) — сфероїдальний астрономічний об'єкт, що складається з плазми та виробляє енергію за допомогою термоядерного синтезу. Сонце — одна із зір, середня за своїми розмірами та світністю. Багато інших зірок видно неозброєним оком вночі, але вони розташовані на набагато більшій відстані від Землі. Найхарактерніші зірки формують сузір'я та астеризми, багато з них мають власні назви. Видимий Всесвіт містить приблизно 1022–1024 зір, з яких лише близько 6000 видно неозброєним оком.
Життя зорі починається з гравітаційного колапсу газової туманності, що складається здебільшого із водню та гелію, та містить невелику кількість важчих елементів. Початкова маса зорі головним чином визначає її еволюцію. Протягом більшості часу свого існування зоря світиться завдяки реакціям термоядерного синтезу, що перетворюють водень на гелій у її ядрі. Наприкінці життя зорі її ядро стає компактним об'єктом: білим карликом, нейтронною зорею або чорною дірою.
Зоряний нуклеосинтез створює майже всі природні хімічні елементи, важчі за літій. Втрата маси через зоряний вітер або вибухи наднових повертають хімічно збагачений матеріал у міжзоряне середовище, де із нього утворюються нові зорі. Астрономи можуть визначати властивості зір, включаючи масу, вік, металічність (хімічний склад), змінність, відстань і рух у просторі, проводячи спостереження їх видимої яскравості, спектру і змін положення на небі з часом.
Зорі можуть утворювати орбітальні системи з іншими астрономічними об'єктами, наприклад, планетні системи та зоряні системи з двома або більше зорями. Компоненти систем можуть взаємодіяти, і це значним чином впливає на їх еволюцію. Також зорі утворюють частину набагато більших гравітаційно пов'язаних структур, таких як зоряні скупчення або галактики. Зорі нарівні з іншими небесними тілами вивчає наука астрономія. Моделювання фізичних процесів, що відбуваються в зорях, входить до кола зацікавлень астрофізики.

## Етимологія
Слово «зоря» походить від праіндоєвропейського кореня «h₂stḗr», що також означає зоря, h₂eh₁s перекладається як «горіти», а tēr (суфікс агентивності). Деякі вчені вважають, що це слово запозичене з аккадського «istar» (Венера), проте дехто сумнівається в цьому припущенні. Слово « зоря» споріднене (має спільний корінь) із такими словами: зірочка, астероїд, астрал, сузір'я, Есфір.
- Походить від прасл. *zorja/*zarja, яке порівнюють з лит. žarijà («жар», «присок») і žarà («зоря», «зоряниця»), дав.-прусск. sari («жар»).
- Діалектне «звізда», яке засвідчене у багатьох слов'янських мовах (пол. gwiazda, чеськ. hvězda, словац. hviezda, хорв. zvijezda, рос. і болг. звезда, словен. zvezda), походить від прасл. *gvězda[13].

## Історія спостережень
Стародавні греки виділяли два основних типи небесних об'єктів: нерухомі зорі та мандрівні зорі (планети). Нерухомі зорі рухаються з однаковою швидкістю та не змінюють положення одна відносно одної. До мандрівних зір належали дев'ять об'єктів, які рухалися по-іншому: Місяць, Сонце і планети Меркурій, Венера, Марс, Сатурн і Юпітер. Астрономи згрупували яскраві зорі в астеризми та сузір'я та використовували їх для відстеження руху планет, Місяця й Сонця. Рух Сонця на фоні зір (і горизонту) використовувався для створення календарів. Григоріанський календар, який зараз використовується майже скрізь у світі, є сонячним календарем.
Найдавніша точно датована зоряна карта з'явилася в давньоєгипетській астрономії в 1534 році до нашої ери. Найдавніші відомі зоряні каталоги були складені давньовавилонськими астрономами Месопотамії наприкінці 2-го тисячоліття до нашої ери, під час каситського періоду (бл. 1531—1155 рр. до н. е.). Найдавніші записи китайської астрономії датуються періодом Чжаньґо (476—221 рр. до н. е.), але найдавніші збережені китайські зоряні каталоги астрономів Ши Шень і Гань Де були знайдені в Шидзі у 2 столітті до нашої ери істориком епохи правління династії Хань Сіма Цянь. Найстаріше китайське зображення нічного неба знаходиться на лакованій коробці з гробниці володаря Ї Цзена V століття до нашої ери, хоча на ньому показані положення китайських сузір'їв за назвами та немає деяких зір.
Атлант Фарнезе — римська копія 2-го століття нашої ери грецької статуї епохи еллінізму, на якій зображено титана Атланта, що тримає небесну сферу на своєму плечі. Це найдавніше зображення давньогрецьких сузір'їв із системою небесних координат, що збереглося до нашого часу. Через прецесію сузір'я повільно зміщуються відносно сітки координат. Порівнюючи положення 41 сузір'я із сіткою координат, можна точно визначити епоху, коли проводилися первинні спостереження. Ґрунтуючись на цій інформації, сузір'я були каталогізовані в 125 ± 55 BC. Це вказує на те, що при створенні скульптури використовувався зоряний каталог грецького астронома Гіппарха II століття до нашої ери. Прикладом графічного зображення нічного неба часів Римської епохи є єгипетський Дендерський зодіак епохи Птолемеїв, датований 50 роком до нашої ери. Це барельєфна скульптура на стелі храмового комплексу Дендера. Вона являє собою планісферу, що зображує зодіак у графічних зображеннях. Однак деякі зорі не нанесені. Попри позірну незмінність неба, китайські астрономи знали, що на ньому можуть з'являтися нові зорі.
Найдавнішою рукописною зоряною картою, що збереглася, є Дуньхуанська карта зоряного неба, датована династією Тан (618—907) і виявлена в печерах Могао в Дуньхуані у провінції Ганьсу, що розташована уздовж Шовкового шляху. Це сувій завдовжки 210 см і завширшки 24,4 см, на якому зображено небо між схиленнями 40° на південь і 40° на північ на дванадцяти панелях. Також на тринадцятій панелі показано навколополярне північне небо. Загалом на карту нанесено 1345 зір, згрупованих у 257 астеризмів. Дата її створення точно невідома, але оцінюється в 705–10 роки нашої ери.
У XI столітті перський учений Аль-Біруні описав галактику Чумацький Шлях як безліч фрагментів, що мають властивості туманних зір, і вказав положення відомих зір під час місячного затемнення в 1019 році. 1584 року Джордано Бруно припустив, що деякі зорі схожі на Сонце й можуть мати інші планети, можливо, навіть схожі на Землю, які обертаються навколо них. Таку ідею раніше висловлювали давньогрецькі філософи Демокріт і Епікур, а також середньовічні ісламські космологи, зокрема Фахр аль-Дін аль-Разі. Італійський астроном Джемініано Монтанарі в 1667 році записав спостереження змін яскравості зорі Алголь. Едмонд Галлей опублікував перші вимірювання власного руху пари сусідніх «нерухомих» зір, продемонструвавши, що вони змінили положення з часів давньогрецьких астрономів Птолемея та Гіппарха. 1690 року посмертно опубліковано атлас зоряного неба Firmamentum Sobiescianum польського астронома Яна Гевелія. Він містив 56 великих двосторінкових зоряних карт і покращив точність визначення положення зір південного неба. Він представив ще 11 сузір'їв, включно із Щитом, Ящіркою та Гончими Псами.
Вільям Гершель був першим астрономом, який спробував визначити розподіл зір на небі. Протягом 1780-х років він встановив серію датчиків у 600 напрямках і підрахував зорі, які спостерігалися вздовж кожної лінії зору. З цього він зробив висновок, що кількість зір неухильно зростає у напрямку до ядра Чумацького Шляху. Його син Джон Гершель повторив це дослідження в південній півкулі і виявив відповідне збільшення в тому ж напрямку.
У 1865 році Анджело Секкі почав класифікувати зорі за спектральними типами. Сучасну схему класифікації зір розробила астрономка Енні Джамп Кеннон на початку 1900-х років. Перше пряме вимірювання відстані до зорі поза нашою сонячною системою (61 Лебедя на відстані 11,4 світлових років, у 680 000 разів далі від Землі, ніж Сонце) здійснив в 1838 році Фрідріх-Вільгельм Бессель за допомогою техніки паралакса. У двадцятому столітті наукові дослідження зір розвивалися все швидше завдяки використанню фотографії. Також розробка фотоелектронного помножувача дозволила проводити точні вимірювання яскравості на кількох інтервалах довжин хвиль. 1921 року Альберт А. Майкельсон виконав перші вимірювання діаметра зір за допомогою інтерферометра на телескопі Гукера в обсерваторії Маунт-Вілсон. 1913 року було розроблено діаграму Герцшпрунга — Рассела, що поклало початок астрофізичним дослідженням зір. Було розроблено успішні моделі внутрішньої структури й еволюції зір. Сесілія Пейн-Гапошкін у своїй кандидатській дисертації 1925 року вперше припустила, що зорі складаються переважно з водню та гелію. Розуміння спектрів зір покращилося завдяки прогресу в квантовій фізиці. Це дозволило визначати хімічний склад зоряних атмосфер.

## Зореутворення та еволюція зір
Зорі формуються в областях простору з порівняно більшою щільністю речовини, але ці області менш щільні, ніж у вакуумній камері. Ці області знані як молекулярні хмари. Одним із прикладів такої області зореутворення є туманність Оріона. Усі зорі проводять більшу частину свого існування як зорі головної послідовності, генеруючи енергію шляхом ядерного синтезу водню в гелій у своїх ядрах. Проте зорі різної маси на різних стадіях свого розвитку мають помітно різні властивості. Кінцева доля масивніших зір відрізняється від долі менш масивних зір, як і їх світність і вплив на навколишнє середовище. Відповідно, астрономи часто групують зорі за їх масою:
- Зорі дуже малої маси — менше ніж 0,4 M☉ — є повністю конвективними та рівномірно розподіляють гелій по всьому об'єму зорі, перебуваючи на головній послідовності. Тому вони ніколи не спалюють гелій в оболонці навколо ядра, і відповідно не стають червоними гігантами. Після вичерпання водню вони стають гелієвими білими карликами та повільно охолоджуються[43]. Оскільки тривалість життя дуже легких зір перевищує вік Всесвіту, жодна така зоря ще не досягла стадії білого карлика.
- Зорі малої маси — від 0,4 M☉ до ~2,25 M☉ (зокрема Сонце) — залежно від свого складу стають червоними гігантами, коли в їхньому ядрі закінчується водень, і вони починають спалювати гелій у ядрі після так званого спалаху гелієвого ядра. Пізніше, на асимптотичній гілці гігантів, у них утворюється вироджене вуглецево-кисневе ядро. На пізніших стадіях такі зорі відкидають зовнішню оболонку та утворюють планетарну туманність, а на місці зорі залишається її ядро у формі білого карлика[44][45].
- Зорі середньої маси — від ~2,25 M☉ до ~8 M☉ — проходять етапи еволюції, подібні до зір із малою масою, але після відносно короткого періоду на гілці червоних гігантів вони запалюють гелій без спалаху та проводять тривалий період в області червоного згущення, перш ніж утворити вироджене вуглекисневе ядро[44][45].
- Масивні зорі — понад ~8 M☉[46]. Після вичерпання водню в ядрі такі зорі стають надгігантами і починають синтезувати елементи, важчі за гелій. Вони закінчують своє життя, коли їхні ядра руйнуються, і вони вибухають у вигляді наднових[44][47].

### Протозоря

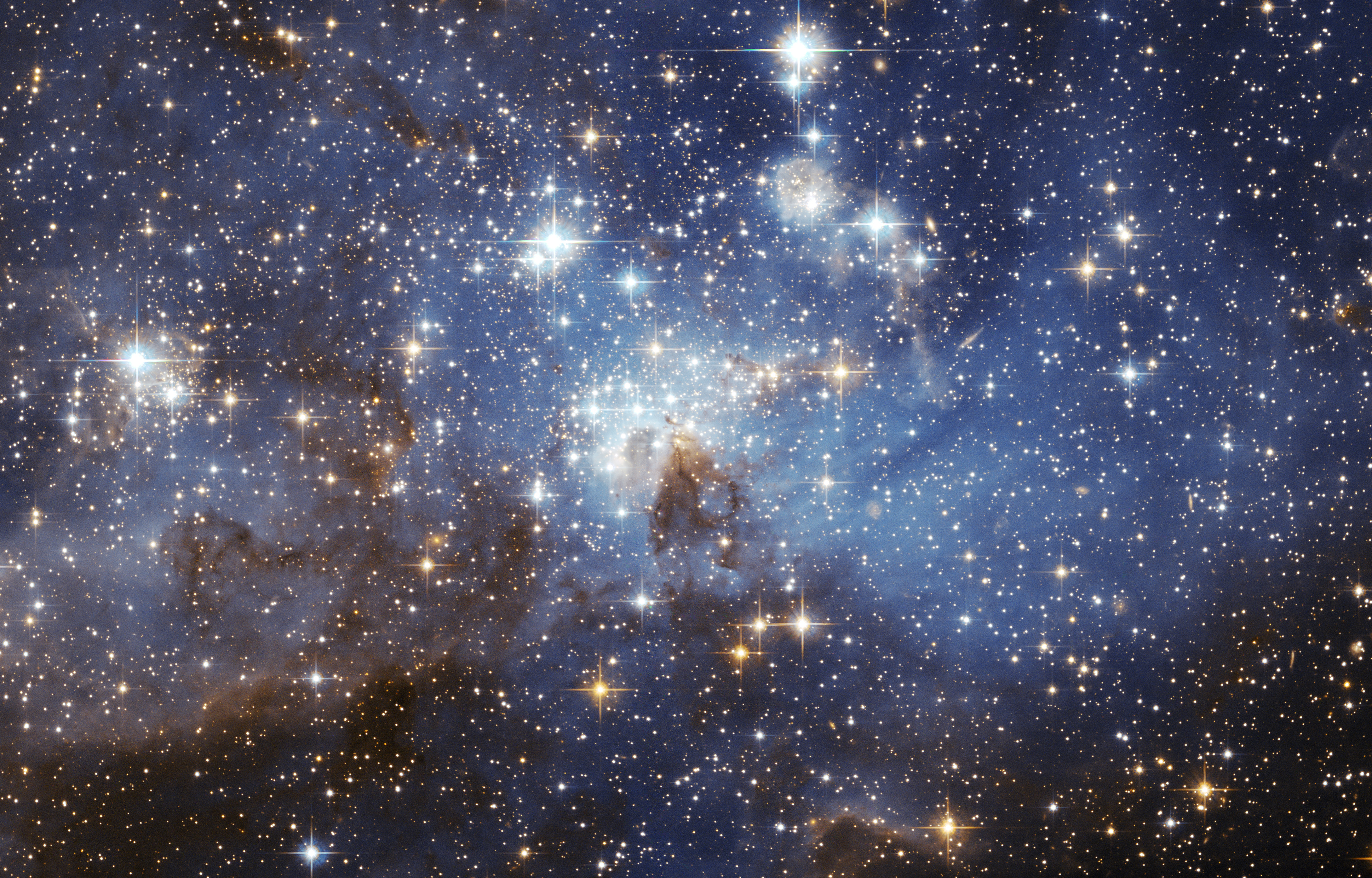
Область зореутворення у Великій Магеллановій Хмарі. NASA/ESA image.

Утворення зорі починається з гравітаційної нестабільності в молекулярній хмарі, спричиненої областями більшої густини, часто спричиненої стисненням хмар випромінюванням масивних зір, зіткненням різних молекулярних хмар або зіткненням галактик (як у галактиці зі спалахом зореутворення). Коли область досягає достатньої щільності речовини, щоб задовольнити критерії нестабільності Джинса, вона починає западатися під дією власної сили тяжіння. Коли хмара руйнується, окремі конгломерації щільного пилу та газу утворюють «глобули Бока». Коли глобула руйнується і щільність збільшується, гравітаційна енергія перетворюється на тепло, а температура підвищується. Далі протозоряна хмара досягає стабільного стану гідростатичної рівноваги, та в її центрі утворюється протозоря. Цей об'єкт ще не можна назвати зорею, оскільки температура в його ядрі не достатньо висока, щоб розпочалися термоядерні реакції. Протозорі часто оточені протопланетним диском і нагріваються переважно шляхом гравітаційного стискання.

### Головна послідовність
Зорі витрачають близько 90 % свого існування на перетворення водню в гелій у своїх ядрах, такі зорі перебувають на головній послідовності. Оцінюється, що яскравість Сонця зросла приблизно на 40 % після досягнення головної послідовності 4,6 млрд років тому. Кожна зоря має зоряний вітер — потік частинок з верхніх шарів атмосфери. Через це зоря постійно втрачає масу. Сонце втрачає 10−14 M☉ щороку, або приблизно 0,01 % від загальної маси протягом усього існування. Однак дуже масивні зорі можуть втрачати від 10−7 до 10−5 M☉ на рік, і це суттєво впливає на їх еволюцію. Зорі, які на початку існування мають масу понад 50 M☉, можуть втратити більш половини своєї маси за час перебування на головній послідовності.

### Еволюція після головної послідовності
Коли зорі масою більше 0,4 M☉ вичерпують запаси водню у своєму ядрі, вони починають спалювати водень в оболонці, що оточує гелієве ядро. Зовнішні шари зорі розширюються й сильно охолоджуються — вона перетворюється на червоного гіганта. У деяких випадках вони спалюють важчі елементи в ядрі або в оболонках навколо ядра. Коли зорі розширюються, вони викидають частину своєї маси, збагачену цими важчими елементами, у міжзоряне середовище. Потім з цього матеріалу утворюються нові зорі. Приблизно через 5 мільярдів років, коли Сонце увійде у фазу горіння гелію, воно розшириться до максимального радіуса приблизно 1 а. о. (150 млн км), що у 250 разів перевищує його теперішній розмір, і втратить 30 % своєї поточної маси.
Оскільки оболонка, що спалює водень, виробляє гелій, маса і температура ядра збільшуються. Гелієве ядро червоного гіганта, що утворився із зорі з початковою масою до 2,25 M☉, стає виродженим. Коли температура достатньо підвищується, відбувається спалах гелієвого ядра, тобто вибуховий початок спалювання гелію в ядрі. При цьому зоря швидко зменшується в радіусі, підвищує температуру своєї поверхні та переміщується до горизонтальної гілки діаграми ГР. Для масивніших зір термоядерний синтез гелієвого ядра починається до того, як ядро вироджується, і зорі проводить деякий час у червоному згущенні, повільно спалюючи гелій, перш ніж зовнішня конвективна оболонка руйнується. Потім зоря переходить до горизонтальної гілки.

#### Еволюція масивних зір

Внутрішня структура масивної зорі перед колапсом

Під час фази спалювання гелію зоря з масою понад 8 M☉ розширюється, утворюючи спочатку синій, а потім червоний надгігант. Особливо масивні зорі можуть еволюціонувати до зорі Вольфа–Райє, у спектрі якої переважають лінії випромінювання елементів, важчих за водень, які досягли поверхні внаслідок сильної конвекції та інтенсивної втрати маси або внаслідок скидання зовнішніх шарів.
Коли в ядрі масивної зорі закінчується гелій, воно стискається, а його температура й тиск зростають достатньо, щоб спалювати вуглець. Коли вичерпується вуглець, починається спалення неону, спалення кисню і кремнію. Ближче до кінця життя зорі термоядерний синтез продовжується в кількох шарах всередині неї. Останній етап відбувається, коли масивна зорі починає виробляти залізо. Оскільки ядра заліза зв'язані міцніше, ніж будь-які важчі ядра, спалювання будь-яких важчих елементів не призводить до вивільнення енергії.

### Фінальні стадії зоряної еволюції

#### Білі карлики
Білий карлик — гарячий об'єкт із малими розмірами й великою густиною речовини: за маси близько сонячної його радіус у ~100 разів менший. Така велика густина спричинена виродженим станом його речовини. Зорі з масами менш як 8—10 M☉ наприкінці своєї еволюції стають білими карликами. У зорях із масами менше ніж 0,4 M☉ цей процес проходить без скидання оболонки, оскільки вони хімічно однорідні через постійну конвекцію і наприкінці життя стають повністю гелієвими. Зорі більшої маси скидають значну частину маси, утворюючи планетарну туманність. Від самої зорі залишається тільки вироджене ядро, яке і є білим карликом. Від зір із початковою масою менше 0,5 M☉ залишається гелієвий білий карлик, від масивніших зір до 8 M☉ — вуглецево-кисневий. Якщо від зорі з масою 8-10 M☉ залишається білий карлик, а не нейтронна зоря, то він складається з важчих елементів: кисню, неону, магнію й інших елементів. Маса білого карлика обмежена зверху межею Чандрасекара, що дорівнює приблизно 1,44 M☉.

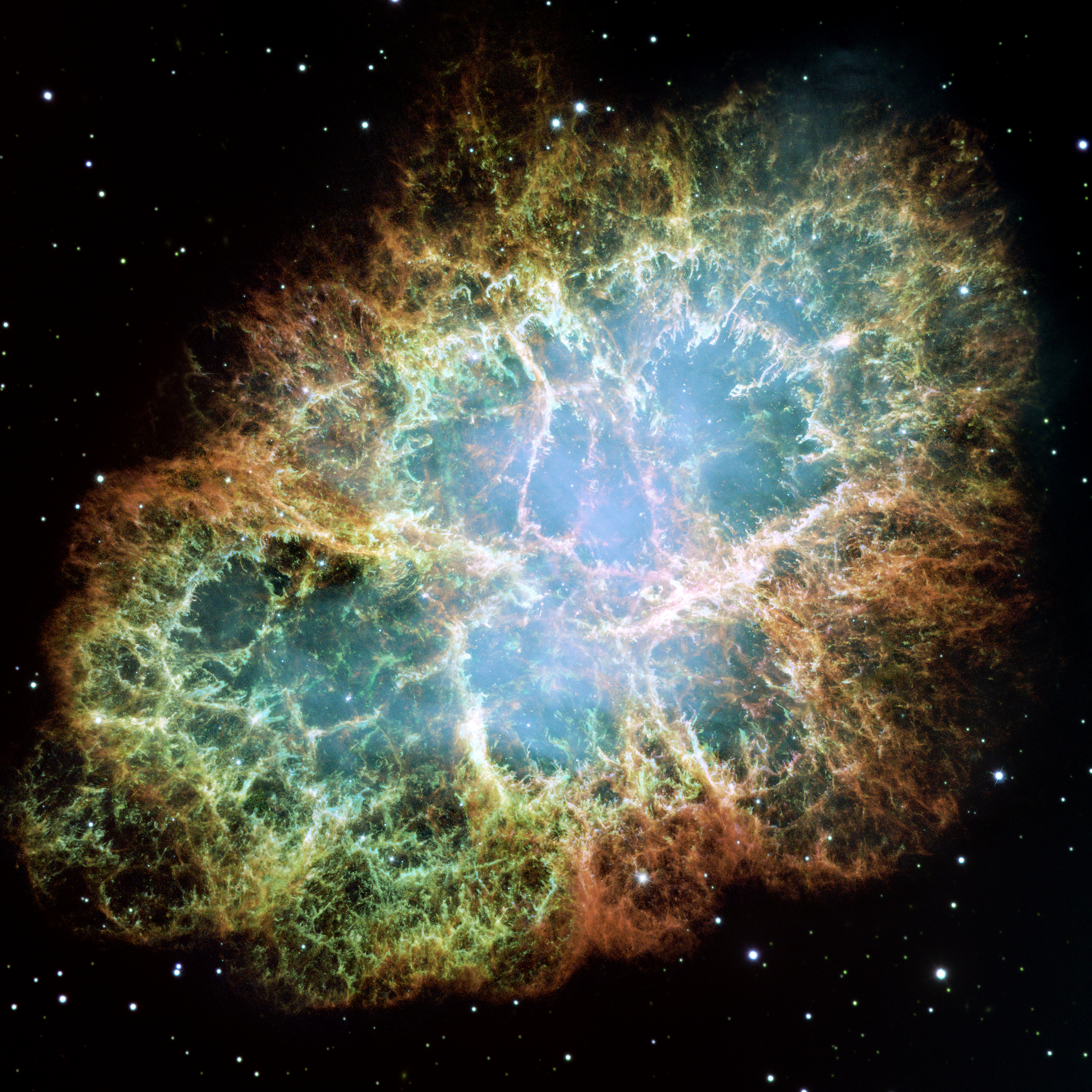
Крабоподібна туманність — залишок від вибуху наднової, що спостерігалася майже 1000 років тому. У центрі туманності знаходиться нейтронна зоря — пульсар.

#### Нейтронні зорі
Для маси більшої за межу Чандрасекара тиск виродженого електронного газу при будь-якому радіусі білого карлика не може компенсувати силу гравітаційного стиснення. У цьому разі відбувається колапс ядра, за якого більша частина його речовини нейтронізується: електрони «вдавлюються» в протони, утворюючи нейтрони й випромінюючи нейтрино. За ядерної щільності речовини бета-розпад нейтронів стає енергетично невигідним і нейтрони стають стабільними частинками. Тоді ядро зорі перетворюється не на білий карлик, а на нейтронну зорю. При цьому виділяється величезна кількість енергії й відбувається вибух наднової. Зорі з початковою масою понад 8—10 M☉ можуть стати як нейтронними зорями, так і чорними дірами.

#### Чорні діри
Якщо маса ядра перевищуватиме межу Оппенгеймера — Волкова, нейтронна зоря не буде стійкою до гравітаційного стиснення, і колапс продовжиться. Стани речовини, які можуть запобігти гравітаційному стисненню, невідомі, і ядро і далі колапсуватиме. У якийсь момент його радіус стає рівним радіусу Шварцшильда, за якого друга космічна швидкість дорівнює швидкості світла, і виникає чорна діра зоряної маси. Однак, існує й інший сценарій утворення чорних дір, за якого вибух наднової не відбувається — натомість відбувається колапс зорі та її перетворення на чорну діру, зорю, що колапсує в такий спосіб, називають невдалою надновою.

## Класифікація зір

### Основна (гарвардська) спектральна класифікація зір
| Клас | Температура, K | Справжній колір | Видимий колір           | Характерні значення B-V | Основні спектральні ознаки та інші характеристики | Спектральні еталони |
| ---- | -------------- | --------------- | ----------------------- | ----------------------- | --- | --- |
| O    | 30 000—60 000  | блакитний       | блакитний               | −0,3m                   | Слабкі лінії нейтрального водню, гелію, іонізованого гелію. Крім того, відмінною рисою їхніх спектрів є лінії поглинання багаторазово іонізованих елементів: наприклад, Si V, C III, N III і O III. До спектрального класу O належать найбільш гарячі зорі, які мають блакитний колір та від'ємний показник кольору B-V. У спектрах зір класу O домінує синє й ультрафіолетове випромінювання. | O7V — S Єдинорога O9V — 10 Ящірки |
| B    | 10 000—30 000  | біло-блакитний  | біло-блакитний та білий | −0,2m                   | Лінії поглинання гелію та водню. Слабкі лінії K і Ca II. Зорі спектрального класу B мають нижчі температури, ніж зорі класу O, однак показник кольору все ще є від'ємним. | B0V — Іпсилон Оріона B0Ia — Альнілам B2Ia — Хі2 Оріона B2Ib — 9 Цефея B3V — Алькайд B3V — Ета Візничого B3Ia — Омікрон2 Великого Пса B5Ia — Алудра B8Ia — Рігель                                                                                |
| A    | 7500—10 000    | білий           | білий                   | ~0m                     | Сильна серія Бальмера, лінії K і Ca II посилюються до класу F. Також ближче до класу F починають з'являтися лінії металів. У спектрах зір класу A дуже сильні лінії водню, які досягають максимуму інтенсивності в підкласі A2, особливо це стосується серії Бальмера. | A0Van — Фекда A0Va — Вега A0Ib — Ета Льва A0Ia — HD 21389 A1V — Сіріус A A2Ia — Денеб A3Va — Фомальгаут |
| F    | 6000—7500      | жовто-білий     | білий                   | +0.4m                   | Сильні лінії H і K, Ca II, лінії інших металів. Лінії водню починають слабнути. З'являється лінія Ca I. З'являється та посилюється смуга G, утворена лініями Fe, Ca і Ti. У спектрах цих зір видно лінії іонізованих і нейтральних металів, наприклад, Fe I, Fe II, Cr II, Ti II. У пізніших підкласів вони проявляються сильніше, а лінії нейтрального водню — слабше.                        | F0IIIa — Дзета Льва F0Ib — Альфа Зайця F1V — 37 Великої Ведмедиці F2V — 78 Великої Ведмедиці F7V — Йота Риб F9V — Бета Діви F9V — HD 10647 |
| G    | 5000—6000      | жовтий          | жовтий                  | +0.6m                   | Інтенсивні лінії H, K і Ca II. Лінії Ca I та численні лінії металів. Лінії водню продовжують слабнути. З'являються смуги молекул CH і CN. Найчіткіше в спектрах таких зір видні лінії металів, зокрема, заліза, титану та особливо лінії Ca II, що досягають максимуму інтенсивності в підкласі G0.                                                                                            | G0V — Бета Гончих Псів G0IV — Ета Волопаса G0Ib — Бета Водолія G2V — Сонце G5V — Каппа1 Кита G5IV — М Геркулеса G5Ib — 9 Пегаса G8V — 61 Великої Ведмедиці G8IV — Альшаїн G8IIIa — Каппа Близнят G8IIIab — Віндеміатрикс G8Ib — Епсилон Близнят |
| K    | 3500—5000      | помаранчевий    | жовтувато-помаранчевий  | +1.0m                   | Інтенсивні лінії металів та смуга G. Лінії водню майже непомітні. У спектрах таких зір добре видно лінії металів, зокрема, Ca I, та інших елементів, які видно у зорях класу G. В зорях з такою відносно низькою температурою можуть формуватися молекули. Зокрема, з'являються смуги поглинання монооксиду титану (TiO).                                                                      | K0V — Сигма Дракона K0III — Поллукс K0III — Епсилон Лебедя K2V — Епсилон Ерідана K2III — Каппа Змієносця K3III — Ро Волопаса K5V — 61 Лебедя K5III — Етамін                                                                                     |
| M    | 2000—3500      | червоний        | помаранчево-червоний    | +1.5m                   | Інтенсивні смуги TiO та інших молекул. Смуга G слабне. Ще помітні лінії металів. Спектри цих зір покриті численними молекулярними смугами поглинання TiO та інших молекулярних сполук. Також спостерігається безліч ліній нейтральних металів, з яких лінія Ca I найсильніша. | M0IIIa — Бета Андромеди M2III — Чи Пегаса M1-M2Ia-Iab — Бетельгейзе M2Ia — М Цефея |

### Коричневі карлики
Окрім основних 7 спектральних класів зір, які існували з початку 20 століття, пізніше з'явилися 4 спектральні класи коричневих карликів, що їх відкрито лише в 1995 році. Ці класи позначаються літерами M, L, T, Y (в порядку спадання температури). Ця послідовність сприймається як продовження основних класів після M. Наймасивніші коричневі карлики можуть належати і до класу M, але не вище підкласу M7.
Коричневі карлики класу M мають температуру не більше 2500 К, класу L — 1300—2500 К, класу T — 600—1300 К, класу Y — менше 600 К.
Коричневі карлики не є «звичайними» зорями, хоча в їх надрах можуть відбуваються реакції синтезу, однак вони тривають вкрай недовго через швидке вичерпання запасів «пального», і після цього виділяється переважно гравітаційна енергія за рахунок стискання.

### Класи світності
Зорі того самого спектрального класу мають схожі спектри та температури, але можуть різнитися за розмірами, та, як наслідок, за світностями. Тому для повноти класифікації запроваджуються класи світності, кожен із яких займає свою ділянку діаграми Герцшпрунга — Рассела. Класи світності (від яскравіших до тьмяніших):
- I — надгіганти;
  - Ia — яскраві надгіганти;
  - Iab — надгіганти;
  - Ib — надгіганти низької світності;
- II — яскраві гіганти;
- III — гіганти;
- IV — субгіганти;
- V — зорі головної послідовності, іноді «карлики»;
- VI — субкарлики;
- VII — білі карлики.

Абсолютна більшість зір (близько 90 %), належать до головної послідовності. Сонце — жовта зоря головної послідовності (або просто жовтий карлик), відповідно, його спектральний клас — G2V.
Спектри зір одного спектрального класу, але різних класів світності, також різняться. Так, наприклад, у яскравіших зорях спектральних класів B-F лінії водню вужчі та глибші, ніж у зорях меншої світності. Крім того, у зорях-гігантах сильніші лінії іонізованих елементів, а самі ці зорі червоніші, ніж зорі головної послідовності тих самих спектральних класів.

### Діаграма Герцшпрунга— Рассела

Діаграма Герцшпрунга — Рассела.

На початку XX століття Ейнар Герцшпрунг і Генрі Рассел незалежно один від одного наклали на діаграму «Спектральний клас — світність» відомі на той час зорі. Пізніше ця діаграма, яку нині називають «діаграмою Герцшпрунга-Рассела», виявилася ключем до розуміння та дослідження процесів, що відбуваються в зорях.
Найчисленніший клас зір становлять зорі головної послідовності, яка перетинає діаграму від правого верхнього до лівого нижнього кута. Саме до таких зір належить і Сонце. У цей період енергія, яку випромінює зоря, виділяється в термоядерних реакціях перетворення гідрогену на гелій. Час перебування на головній послідовності визначається масою та металічністю, тобто часткою елементів важчих за гелій.
Чітко виділяються кілька гілок зір, що вже минули стадію головної послідовності (гіганти, надгіганти). У них відбувається «горіння» гелію та важчих елементів. Вони розташовані вище головної послідовності, ці зорі належать до I—IV класів світності. У нижній частині діаграми розташовано білі карлики, що проеволюціонували майже повністю. Вони належать до VII класу світності.

### Типи зір за кінематикою
Зорі в галактиках можна класифікувати на основі їхньої кінематики. Наприклад, зорі у Чумацькому Шляху можна поділити на дві основні популяції, виходячи з їхньої металічності. Серед найближчих зір виявлено, що зорі населення I з вищою металічністю, як правило, розташовані в зоряному диску, тоді як старіші зорі населення II перебувають на випадкових орбітах із невеликим власним обертанням. Останні мають еліптичні орбіти, які нахилені до площини Чумацького Шляху. Порівняння кінематики найближчих зір також призвело до ідентифікації зоряних асоціацій. Найімовірніше, це групи зір, які мають спільну точку походження в гігантських молекулярних хмарах.

### Додаткові позначення
Якщо спектр зорі має якісь особливості, що вирізняють його з-поміж інших спектрів, до спектрального класу додають додаткову літеру. Наприклад, буква e означає, що в спектрі є емісійні лінії; m означає, що в спектрі сильні лінії металів. Букви n і s означають, що лінії поглинання, відповідно, широкі або вузькі. Позначення neb використовується, якщо вид спектра вказує на наявність туманності навколо зорі, p — для пекулярних спектрів.

### Сучасна класифікація
У 1930-х роках у Єркській обсерваторії розробили Єркську класифікацію (класифікацію Моргана-Кінана, МК-класифікацію — за прізвищами вчених Моргана, Кінана та Келлмана). Вона теж основана передусім на температурі фотосфери зір, але враховує також їх світність, завдяки чому скажімо, червоні карлики та червоні гіганти належать до окремих класів, попри те, що мають однакову температуру поверхні.
У каталогах і на письмі клас зір пишеться одним словом, спочатку йде літерне позначення основного спектрального класу (якщо клас точно не визначено, пишеться літерний діапазон, наприклад, OB), далі арабськими цифрами уточнюється спектральний підклас, потім римськими цифрами йде клас світності (номер області на діаграмі Герцшпрунга — Рассела), а потім — додаткова інформація. Наприклад, Сонце має клас G2V.

## Характеристики зір

Зміни радіуса, температури та світності зорі сонячної маси в процесі еволюції

### Основні параметри зорі та одиниці вимірювання
Більшість зоряних характеристик здебільшого вимірюється в одиницях SI, але також використовується і система СГС (наприклад, світність вимірюється в ергах на секунду). Маса, світність і радіус зазвичай подаються у співвідношенні з Сонцем:
| Сонячна маса:      | {\displaystyle M_{\bigodot }=1{,}9891\times 10^{30}} кг |
| Сонячна світність: | {\displaystyle L_{\bigodot }=3{,}827\times 10^{26}} Вт  |
| Сонячний радіус:   | {\displaystyle R_{\bigodot }=6{,}960\times 10^{8}} м    |

Трохи більші розміри, як-от радіус гігантських зір або відстані у подвійних системах, часто подають у астрономічних одиницях (а. о. ≈ 150 млн км).

### Маса
Однією з наймасивніших відомих зір є Ета Кіля, яка, маючи в 100—150 разів більшу масу, ніж Сонце, матиме тривалість життя лише кілька мільйонів років. Дослідження, проведене на зорях скупчення Арки, показало, що 150 M☉ — приблизна верхня межа маси для зір у поточну еру Всесвіту. Причина цього обмеження поки що невідома; астрономи, однак, вважають, що воно значною мірою пов'язане з металічністю зорі, але головним чином із межею Еддінгтона, яка визначає максимум світлового випромінювання, що може пройти крізь шари зорі, не спричиняючи її викидання. Виміряно, що кілька зір у скупченні R136 у Великій Магеллановій Хмарі мають більші маси, але визначено, що вони могли утворитися внаслідок зіткнення і злиття масивних зір у тісних подвійних системах, оминаючи межу 150 M☉ на масивне зореутворення.
Перші зорі, що утворилися після Великого вибуху, могли бути масивнішими, до 300 M☉, через повну відсутність у їхньому складі елементів, важчих за літій. Це покоління надмасивних зір популяції III, ймовірно, існувало в дуже ранньому Всесвіті (тобто, за спостереженнями, вони мали велике червоне зміщення) і, можливо, почали виробляти хімічні елементи, важчі за водень, необхідні для подальшого формування планет і життя. У червні 2015 року астрономи повідомили про знахідку зір популяції III в галактиці із червоним зміщенням близько 6,60.
Маючи масу, що лише у 75 разів перевищує масу Юпітера (MJ), 2MASS J0523-1403 є найменшою відомою зорею, у ядрі якої відбувається ядерний синтез. Для зір із металічністю, подібною до Сонця, теоретична мінімальна маса, яку може мати зоря і при цьому мати ядро, у якому відбувається термоядерний синтез, оцінюється приблизно в 75 MJ. Коли металічність дуже низька, мінімальний розмір зорі може становити близько 8,3 % маси Сонця, або близько 87 MJ. Менші тіла — є нечітко окреслена сіра зона між коричневими карликами і газовими гігантами.

### Розмір

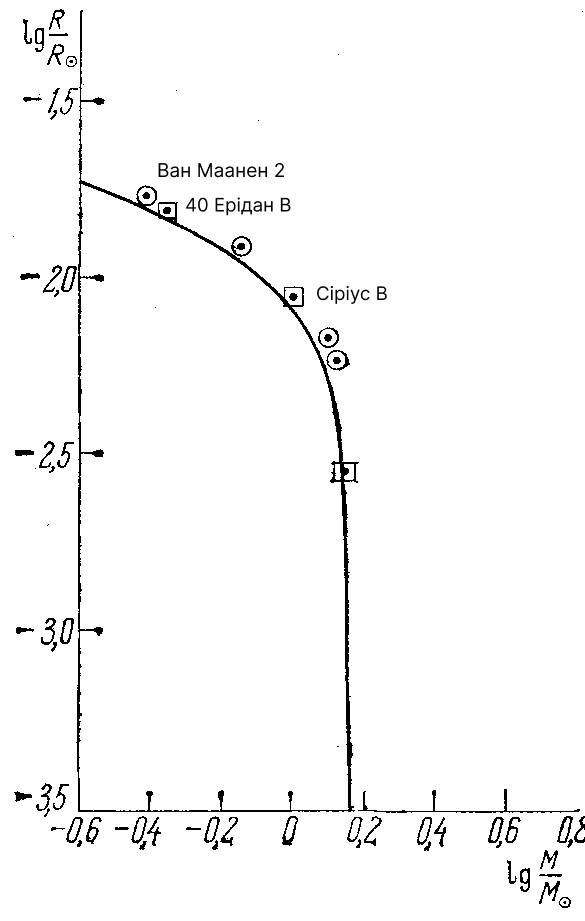
Залежність маса — радіус для білих карликів. Вертикальна асимптота відповідає межі Чандрасекара.

Через велику відстань від Землі всі зорі, окрім Сонця, для неозброєного ока виглядають як блискучі точки в нічному небі, які мерехтять під дією земної атмосфери. Тільки Сонце знаходиться досить близько до Землі, щоб виглядати як диск. Найбільший кутовий розмір після Сонця має зоря R Золотої Риби, кутовий діаметр якої становить лише 0,057 кутової секунди.
Диски більшості зір мають надто малий кутовий розмір, щоб їх можна було спостерігати за допомогою сучасних наземних оптичних телескопів, тому для отримання зображень цих об'єктів потрібні інтерферометричні телескопи. Інший метод вимірювання кутового розміру зір — спостереження окультацій. Точно вимірюючи падіння яскравості зорі, коли вона закривається Місяцем (або зростання яскравості, коли він знову з'являється), можна обчислити кутовий діаметр зорі.
Фізичні розміри зір варіюються від червоних карликів, радіус яких складає всього кілька відсотків радіуса Сонця (наприклад, для Проксима Центавра він дорівнює всього 15 % від сонячного), до надгігантів, як-от Бетельгейзе в сузір'ї Оріона, діаметр якої приблизно в 1000 разів більший за діаметр Сонця при масі всього в 17 сонячних і, відповідно, набагато меншій густині. Згідно з останніми даними, можуть існувати зорі розміром більше 2000 R☉ (приміром, Stephenson 2-18).
Розміри зоряних залишків (ядер зір, які залишилося після завершення їх життєвого циклу) набагато менші за радіуси зір головної послідовності. Наприклад, радіус білих карликів порівнянний з радіусом Землі, нейтронні зорі ще менші, діаметр коливається від 20 до 40 км, а умовний радіус чорної діри — радіус Шварцшильда, який залежить від маси (оскільки в чорної діри видимої поверхні взагалі немає).

### Поверхнева гравітація
Розмір і маса зорі визначають її поверхневу гравітацію. Зорі-гіганти мають набагато меншу поверхневу гравітацію, ніж зорі головної послідовності, тоді як для вироджених, компактних зір, як-от білі карлики, характерна протилежна картина. Поверхнева гравітація може впливати на вигляд спектра зорі, причому вища гравітація спричиняє розширення ліній поглинання.

### Температура
Температура поверхні зорі головної послідовності визначається швидкістю виробництва енергії її ядром і радіусом, а також часто оцінюється за показником кольору зорі. Зазвичай температуру подають у вигляді ефективної температури, тобто температури абсолютно чорного тіла, яке випромінює свою енергію з тією ж світністю на одиницю площі поверхні, що й зоря. Ефективна температура є репрезентативною лише для поверхні, оскільки температура зростає в напрямку до ядра, тобто зорі мають градієнт температури. Температура в ядрі зорі становить кілька мільйонів кельвінів.
Температура зорі визначає ступінь іонізації її різних елементів і тому вимірюється за характерними лініями поглинання зоряного спектра. Поверхнева температура і абсолютна зоряна величина використовуються в класифікації зір. Масивні зорі головної послідовності можуть мати температуру поверхні 50 000 К. Менші зорі, як-от Сонце, мають температуру поверхні в кілька тисяч кельвінів. Червоні гіганти мають відносно низьку температуру поверхні — близько 3000-3600 K; але вони мають високу світність завдяки великій площі поверхні.

### Хімічний склад
Під час свого формування в сучасній галактиці Чумацький Шлях зорі складаються переважно з водню і гелію, приблизно на 71 % і на 27 % відповідно з невеликим відсотком важчих елементів, які в астрономії називаються металами; серед них, однак, є деякі елементи, як-от кисень і вуглець, які насправді не є металами з хімічної точки зору. Кількість таких елементів у зоряній атмосфері називається металічністю ([M/H] або, частіше, [Fe/H]) і визначається як десятковий логарифм кількості важких елементів (M), особливо заліза (Fe), по відношенню до водню (H), мінус десятковий логарифм металічності Сонця: таким чином, якщо металічність зорі, яку ми розглядаємо, дорівнює сонячній металічності, результат буде нульовим. Наприклад, значення логарифма 0,07 еквівалентне реальному коефіцієнту металічності 1,17, що означає, що зоря на 17 % багатша на метали, ніж наша зоря; однак, похибка вимірювання залишається відносно високою. Частка важких елементів може бути індикатором ймовірності того, що зоря має планетну систему.
Найстаріші зорі (так звана популяція II) складаються з водню (близько 75 %), гелію (близько 25 %) і дуже малої частки (<0,1 %) металів. З іншого боку, у молодших зорях (так звана популяція I) відсоток металів зростає приблизно до 2—3 %, тоді як водень і гелій складають приблизно 70—75 % і 24—27 %, відповідно. Ці відмінності пояснюються тим, що молекулярні хмари, з яких виникають зорі, постійно збагачуються важкими елементами, розсіяними вибухами наднових. Тому визначення хімічного складу зорі може бути використано для визначення її віку.
Частку елементів, важчих за гелій, зазвичай вимірюють за кількістю заліза, що міститься в зоряній атмосфері, оскільки залізо є досить поширеним елементом і його лінії поглинання досить легко ідентифікувати. Кількість важких елементів також вказує на ймовірну наявність планетної системи, що обертається навколо зорі.
Зоря з найнижчим вмістом заліза з усіх, для яких коли-небудь проводилися вимірювання — червоний гігант SMSS J160540.18-144323.1, з вмістом заліза лише 1/1 500 000 від вмісту заліза на Сонці. На противагу цьому, зоря μ Лева надзвичайно багата на метали — її металічність приблизно вдвічі вища, ніж у Сонця, а 14 Геркулеса, навколо якої обертається планета (14 Геркулеса b), має втричі вищу металічність. Хімічно пекулярні зорі також демонструють незвичайну велику кількість металів у своєму спектрі, особливо хрому і лантаноїдів (так званих рідкісноземельних елементів).

### Вік та тривалість етапів еволюції
Вік більшості зірок становить 1-10 млрд років, хоча деяким з них може бути близько 13,8 млрд років (тобто приблизно стільки, скільки Всесвіту). Вік найстарішої виявленої зірки, HD 140283, названої також зорею Мафусаїла, оцінюється в 14,46 ± 0,8 мільярда років (через похибку вимірювання цей вік зірки не суперечить віку Всесвіту, визначеному космічним телескопом Планк як 13,799 ± 0,021).
Чим масивніші зорі, тим коротший термін їх життя, оскільки вони швидше спалюють водень. Наймасивніші зірки живуть у середньому кілька мільйонів років, тоді як зірки з мінімальною масою (червоні карлики) спалюють свій водень дуже повільно й можуть проіснувати від десятків до сотень мільярдів років.
| Початкова маса (M☉) | Головна послідовність | Субгігант | Гілка червоних гігантів | Асимптотична гілка гігантів |
| ------------------- | --------------------- | --------- | ----------------------- | --------------------------- |
| 1.0                 | 9.33                  | 2.57      | 0,76                    | 0,13                        |
| 1.6                 | 2.28                  | 0,03      | 0,12                    | 0,13                        |
| 2.0                 | 1.20                  | 0,01      | 0,02                    | 0,28                        |
| 5.0                 | 0,10                  | 0,0004    | 0,0003                  | 0,02                        |

### Кінематика
Зоряна кінематика охоплює вимірювання зоряних швидкостей у Чумацькому Шляху та його супутниках, а також внутрішню кінематику віддаленіших галактик. Вимірювання кінематики зір у різних підкомпонентах Чумацького Шляху, включаючи тонкий диск, товстий диск, балдж і зоряне гало, надає важливу інформацію про формування та еволюційну історію нашої Галактики. Кінематичні вимірювання також можуть ідентифікувати екзотичні явища, як-от надшвидкісні зорі, що вилітають із Чумацького Шляху, які інтерпретуються як результат гравітаційних зіткнень подвійних зір із надмасивною чорною дірою в центрі галактики.
Зоряна кінематика пов'язана із зоряною динамікою, яка передбачає теоретичне вивчення або моделювання рухів зір під впливом гравітації, але відрізняється від неї. Зоряно-динамічні моделі таких систем, як галактики або зоряні скупчення, часто порівнюють або перевіряють за допомогою зоряно-кінематичних даних для вивчення їхньої еволюційної історії та розподілу мас, а також для виявлення наявності темної матерії або надмасивних чорних дір через їхній гравітаційний вплив на зоряні орбіти.

### Обертання

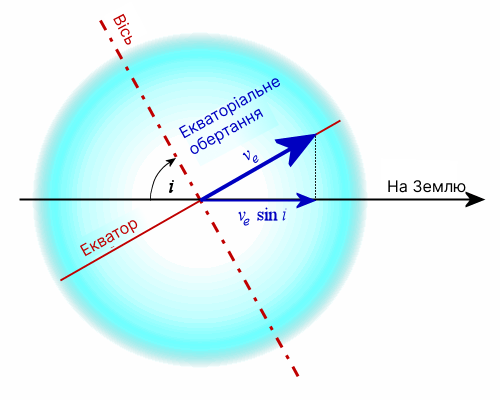
Зоря на малюнку має нахил i до променя зору спостерігача на Землі, і швидкості обертання v_{e} на екваторі.

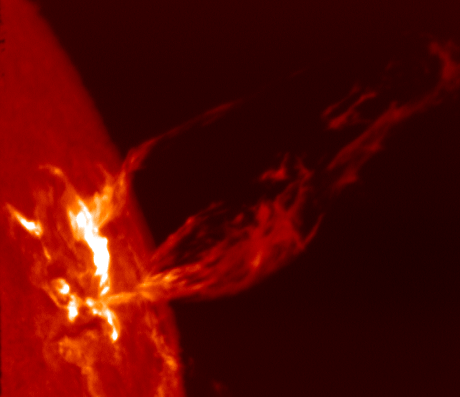
Магнітне поле Сонця виробляє корональні викиди маси. фото NOAA

Обертання зорі — обертальний рух зорі навколо власної осі. Швидкість обертання можна виміряти за зміщенням ліній у її спектрі або за часом руху активних елементів («зоряних плям») на поверхні. Обертання зорі створює екваторіальну випуклість внаслідок відцентрових сил. Оскільки зорі не є твердими тілами, вони також можуть обертатися диференціально; іншими словами, екватор зорі може обертатися з іншою кутовою швидкістю, ніж області у високих широтах. Ці відмінності у швидкості обертання всередині зорі можуть відігравати важливу роль у генеруванні магнітного поля зір.
Якщо зоря спостерігається не з боку її полюса, то деякі ділянки поверхні наближаються до спостерігача, а деякі віддаляються. Компонент руху, що наближається до спостерігача, називається радіальною швидкістю. З ефекту Доплера, ділянки диска зорі, що наближаються до нас, викличуть зміщення ліній у її спектрі до фіолетового краю, а ті, що віддаляються — до червоного. Зрозуміло, що лінії одночасно зміститися у протилежних напрямках не можуть. Насправді частина лінії зміститься до одного кінця спектра, частина до іншого, внаслідок чого лінія розшириться. Саме за цим розширенням і можна дізнатися, чи обертаються зорі навколо осей, причому зі зростанням швидкості обертання збільшується і ширина ліній у спектрі зорі.

### Магнітне поле
У зір головної послідовності магнітне поле створюється рухом плазми всередині них. Цей рух відбувається внаслідок конвекції, яка є однією з форм перенесення енергії з центру зорі до її поверхні за допомогою фізичного переміщення матеріалу. Локальні магнітні поля впливають на плазму, внаслідок чого намагнічені області підіймаються по відношенню до іншої частини поверхні, і можуть досягти навіть фотосфери зорі. Цей процес створює зоряні плями на поверхні зорі (по аналогії з сонячними плямами), і пов'язану з цим появу корональних петель.
Магнітні поля зір, відповідно до теорії сонячного динамо, викликані рухом речовини в конвективній зоні зорі. Ця конвективна циркуляція плазми руйнує початкове магнітне поле зорі, а потім створює дипольні магнітні поля зорі. Оскільки зоря зазнає диференціального обертання для різних широт, то магнітні лінії в формі тора оточують зорю. Магнітні лінії можуть стати місцем високої концентрації енергії, що є причиною активності зорі.

## Зоряний нуклеосинтез

Протон-протонний цикл

На різних стадіях еволюції зір у них відбуваються різні термоядерні реакції. Найбільш енергетично ефективні та найтриваліші з них — протон-протонний цикл і вуглецево-азотний цикл, у яких із чотирьох протонів утворюється ядро гелію — відбуваються в ядрах зір головної послідовності. У зорях середньої маси на пізніших етапах еволюції синтезуються вуглець, а в найважчих зорях — і важчі елементи аж до заліза. Нуклеосинтез важчих елементів не відбувається, тому що такі реакції є ендотермічними, а отже енергетично невигідними. Проте елементи, важчі за залізо, можуть утворюватися під час так званого вибухового нуклеосинтезу, який відбувається, коли зоря втрачає гідростатичну рівновагу, наприклад, під час вибухів наднових.
При злитті ядер маса утвореного ядра є меншою за масу вихідних ядер. Ця втрачена маса перетворюється на енергію електромагнітних хвиль відповідно до співвідношення еквівалентності маси та енергії {\displaystyle E=mc^{2}}. У ядрах зір відбуваються різноманітні реакції ядерного синтезу, які залежать від їх маси та складу.

Процес синтезу водню сильно залежний від температури, тому навіть невелике підвищення температури призводить до значного збільшення швидкості синтезу. У результаті масивні зорі спалюють водень у ядрі набагато швидше ніж зорі з малою масою. У сонячному ядрі, температура якого сягає 16 млн К, ядра водню утворюють ядро гелію в протон-протонній ланцюговій реакції:

Вуглецево-азотний (CNO) цикл

4 1H → 2 2H + 2 e + + 2 ν e (2 × 0,4 МеВ)
2 e+ + 2 e− → 2 γ (2 × 1,0 МеВ)
2 1H + 2 2H → 2 3He + 2 γ (2 × 5,5 МеВ)
2 3 He → 4 He + 2 1 H (12,9 МеВ)
Існує кілька інших видів реакцій, у яких 3He і 4He об'єднуються, утворюючи 7Be, який зрештою (з додаванням ще одного протона) утворює два 4He. Усі ці реакції мають такий загальний вигляд:
4 1H → 4He + 2γ + 2νe (26,7 МеВ), де γ — фотон гамма-випромінювання, νe — нейтрино, H і He — ізотопи відповідно водню та гелію. У результаті цієї реакції виділяється енергія порядку мільйонів електронвольт. Кожна окрема реакція виробляє лише невелику кількість енергії, але оскільки величезна кількість цих реакцій відбувається постійно, вони виробляють всю енергію, необхідну для підтримки сталого випромінювання зорі. Для порівняння, спалювання двох молекул водню з однією молекулою газу кисню вивільняє лише 5,7 еВ.

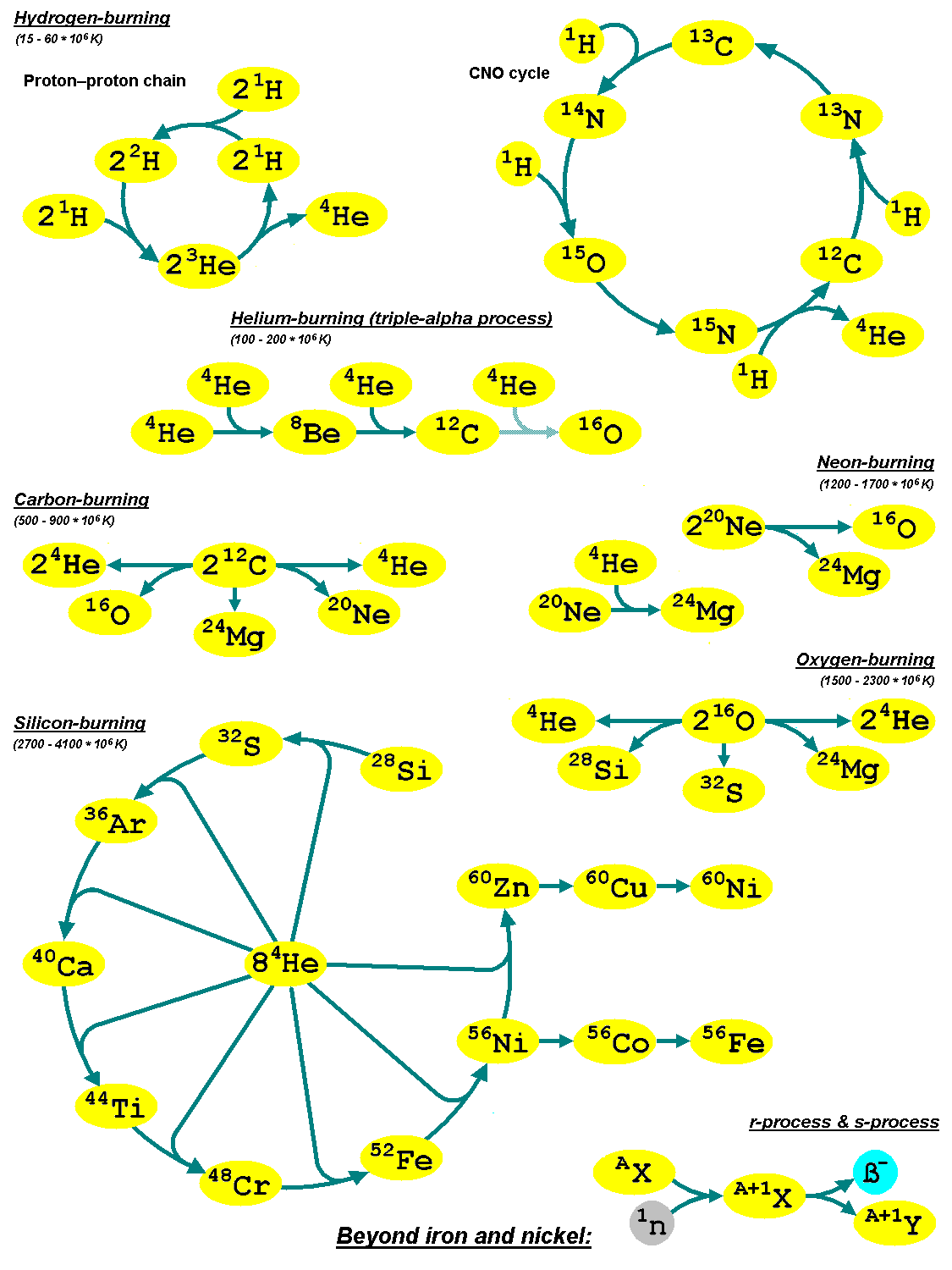
Процеси синтезу в масивних зорях

У масивніших зорях гелій утворюється в циклі реакцій, які каталізуються вуглецем. Він називається вуглецево-азотним циклом.
У зорях на пізніших стадіях еволюції, з температурою ядра 100 млн K і масою від 0,5 до 10 M☉, гелій може бути перетворений на вуглець у потрійній альфа-реакції, у якій бере участь берилій:
4He + 4He + 92 keB → 8*Be
4He + 8*Be + 67 keB → 12*C
12*C → 12C + γ + 7,4 МеВ
Загальний вигляд реакції:
3 4He → 12C + γ + 7,2 МеВ
У масивних зорях важчі елементи можуть спалюватися в ядрі, що стискається, за допомогою процесу ядерного горіння неону та кисню. Останньою стадією процесу зоряного нуклеосинтезу є ядерне горіння кремнію, у результаті якого утворюється стабільний ізотоп заліза-56. Будь-який подальший синтез був би ендотермічним процесом, який потребує енергії, тому додаткова енергія може бути отримана лише через гравітаційний колапс.
| Елемент | Температура (млн К) | Густина (кг/см3) | Тривалість горіння (роки) |
| ------- | ------------------- | ---------------- | ------------------------- |
| Н       | 37                  | 0,0045           | 8,1 млн                   |
| He      | 188                 | 0,97             | 1,2 млн                   |
| C       | 870                 | 170              | 976                       |
| Ne      | 1570                | 3100             | 0,6                       |
| О       | 1980                | 5550             | 1,25                      |
| S/Si    | 3340                | 33 400           | 0,0315                    |

## Структура

Внутрішня структура зір головної послідовності з масами, вказаними в масах Сонця. Конвективні зони позначено замкнутими чорними стрілками, а зони променистого переносу — ламаними червоними стрілками. Зліва направо червоний карлик, жовтий карлик і синьо-біла зоря головної послідовності.

Внутрішня частина стабільної зорі перебуває в стані гідростатичної рівноваги. Це означає, що сила гравітації врівноважується силою, яка виникає з градієнта тиску. Градієнт тиску визначається градієнтом температури плазми; зовнішня частина зорі є холоднішою за її ядро. Температура в ядрі зорі головної послідовності або гіганта становить щонайменше 107 К. Температура й тиск у ядрі є достатньо високими, щоб там відбувався ядерний синтез. При цьому виділяється енергія, що запобігає подальшому колапсу зорі.
Коли атомні ядра зливаються в ядрі зорі, вони випромінюють енергію у вигляді гамма-променів. Ці фотони взаємодіють із навколишньою плазмою, збільшуючи теплову енергію в ядрі. Зорі головної послідовності перетворюють водень на гелій, і згодом вміст гелію стає переважаючим. Для зір із початковою масою менш як 0,4 M☉ синтез припиняється. Натомість для зір із більшою масою, синтез відбувається в оболонці навколо гелієвого ядра.
Окрім гідростатичної рівноваги, всередині стабільної зорі підтримується теплова рівновага. Радіальний градієнт температури всередині зорі призводить до потоку енергії назовні. Вихідний потік енергії, що залишає будь-який шар зорі врівноважений вхідним потоком.
Зона променистого переносу — це область зорі, де енергія переноситься випромінюванням. У цій області плазма не збурена, і будь-які рухи речовини згасають. В іншому випадку плазма стає нестабільною, і виникає конвекція, утворюючи таким чином конвективну зону. Так відбувається у регіонах, де виникають дуже високі потоки енергії, наприклад, поблизу ядра або в областях із високою непрозорістю (що робить перенесення енергії випромінюванням неефективним), як у зовнішній оболонці.
Виникнення конвекції у зовнішній оболонці зорі головної послідовності залежить від її маси. У зорях, маси яких у кілька разів перевищують масу Сонця, конвективна зона розташована глибоко всередині, а зона променистого переносу — у зовнішніх шарах. У випадку менших зір, як-от Сонце, у зовнішніх шарах знаходиться конвективна зона. Червоні карлики з масою менше ніж 0,4 M☉ є повністю конвективними, що запобігає утворенню гелієвого ядра. Для більшості зір межі конвективної зони змінюються протягом їх еволюції.

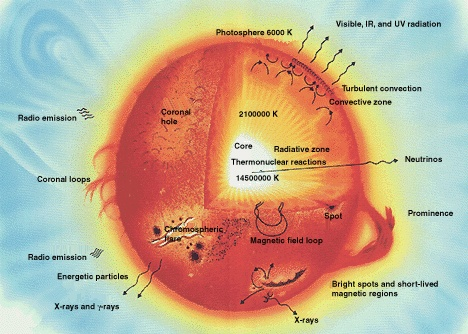
Сонце у розрізі

Фотосфера — найнижчий шар атмосфери зорі, що видимий для спостерігача. Це шар, у якому плазма зорі стає прозорою для фотонів світла. Звідси енергія, що генерується в ядрі, вільно поширюється в космос. Саме у фотосфері з'являються сонячні плями — області з температурою нижчою за середню.
У зорях головної послідовності, як-от Сонце, безпосередньо над фотосферою знаходиться хромосфера. Це тонкий шар атмосфери, де з'являються спікули та починаються зоряні спалахи. Над нею знаходиться перехідна область завтовшки приблизно 100 км, у якій швидко зростає температура. Вище знаходиться корона — шар плазми, температура якої сягає мільйонів Кельвінів. Він простягається на кілька мільйонів кілометрів. Згідно з останніми дослідженнями, наявність корони залежить від конвективної зони у зовнішніх шарах зорі. Попри високу температуру, корона випромінює дуже мало світла через низьку щільність газу. Сонячну корону зазвичай видно лише під час сонячного затемнення. З корони поширюється зоряний вітер, тобто високоенергетичні частинки плазми. На певній відстані від зорі він вступає у взаємодію з міжзоряним середовищем. Границя, де сонячний вітер починає взаємодіяти із середовищем, називається геліосферою.

## Змінні зорі

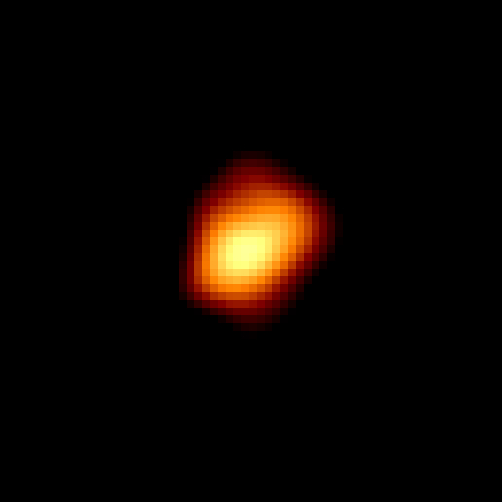
Міра (омікрон Кита) — перша відкрита змінна зоря.

Змінна зоря — зоря, за всю історію спостереження якої хоч один раз зафіксовано зміну її блиску. Причин змінності багато і вони можуть бути пов'язані не лише з внутрішніми процесами: якщо зоря подвійна і промінь зору лежить у площині обертання компонентів (або під невеликим кутом до нього), то час від часу одна зоря закриватиме іншу від спостерігача, що спостерігається як зменшення блиску; блиск може змінитися якщо світло від зорі пройде крізь сильне гравітаційне поле. Однак у більшості випадків змінність пов'язана з нестабільними внутрішніми процесами. В останній версії Загального каталогу змінних зір прийнято наступний поділ змінних зір:
- Еруптивні змінні зорі — зорі, що змінюють свій блиск унаслідок бурхливих процесів і спалахів у їхніх хромосферах і коронах. Зміна світності відбувається зазвичай внаслідок змін в оболонці або втрати маси в формі зоряного вітру змінної інтенсивності та/або взаємодії з міжзоряним середовищем.
- Пульсуючі змінні зорі — показують періодичні розширення і стиснення своїх поверхневих шарів. Це найчисленніший тип змінних. Найвідомішими представниками такого класу є цефеїди. Пульсації можуть бути радіальними й нерадіальними. Радіальні пульсації зорі залишають її форму кулястою, у той час як нерадіальні пульсації викликають відхилення форми зорі від кулястої, а сусідні зони зорі можуть бути в протилежних фазах.
- Обертові змінні зорі — зорі, у яких розподіл яскравості по поверхні неоднорідний і/або вони мають несферичну форму, внаслідок чого при обертанні зір спостерігач фіксує їх змінність. Неоднорідність яскравості поверхні може бути викликана наявністю плям або температурних чи хімічних неоднорідностей, викликаних магнітними полями, чиї осі не збігаються з віссю обертання зорі.
- Катаклізмічні змінні зорі — причиною змінності цих зір є вибухові процеси в їх поверхневих шарах (нові та новоподібні змінні) або в усьому об'ємові зорі (наднові).
- Затемнювані зорі — періодичні зміни блиску спостерігаються внаслідок затемнень однієї зорі іншою.

Наведений перелік класів змінності не є вичерпним: кожен із класів поділено на окремі типи змінних. Загалом відомо понад 120 типів змінних зір, а сумарна чисельність представників всіх цих типів перевищує 58 000. Цей перелік не є сталим, оскільки відкриваються нові типи змінності, зокрема 2006 року були виокремлені в новий тип відкриті кількома роками раніше наднові типу Iax, а в 1989 році були відкриті еруптивні змінні типу FS Великого Пса. Нові змінні зорі вже відомих типів відкриваються щороку в величезних кількостях. Наприклад, лише в одному з десятків досліджень, опублікованих в 2023 році, за допомогою використання даних космічного телескопа Кеплер польському астроному Томашу Новаковскі вдалося відкрити 278 нових змінних зір.

## Зоряні системи

Траєкторія Сіріуса A — видимого компонента астрометричної подвійної зорі на небесній сфері

### Подвійні, потрійні та кратні зорі
Подвійна зоря — система з двох зір, які обертаються навколо спільного центру мас. У загальному випадку, якщо до гравітаційно зв'язаної системи входить дві або більше зір, то така система називається кратною зорею. Кратні зорі, як правило, мають ієрархічну структуру: приміром, потрійні системи можуть складатися з подвійної зорі та досить віддаленої від неї поодинокої. Системи двох або кількох зір дуже поширені: за деякими оцінками, такими є більше 70 % зір у Галактиці. Так, серед 32 найближчих до Сонця зір — 12 кратних, з яких 10 подвійних, зокрема й друга за яскравістю зоря небосхилу (після Сонця) — Сіріус. У радіусі 20 пк від Сонячної системи близько половини із більш, ніж 3000 зір — подвійні.
Періоди обертання в кратних системах можуть становити від кількох хвилин до кількох мільйонів років.
Подвійні зорі слугують найнадійнішим джерелом інформації про маси та деякі інші параметри зір. Зазвичай їх класифікують на підставі того, яким методом було виявлено їхню подвійність:
- Візуально-подвійні зорі — пари зір, компоненти яких можна розрізнити безпосередньо під час спостережень.
- Спектрально-подвійні зорі — пари зір, двоїстість яких виявляється під час досліджень спектра: їхній рух орбітою спричиняє ефект Доплера, що змінює положення спектральних ліній обох компонентів.
- Затемнювано-подвійні зорі — пари зір, компоненти яких періодично затьмарюють одна одну частково або повністю, через що змінюється видима зоряна величина і спостерігається змінність. Іноді використовується ширше поняття «фотометричні подвійні», яке також містить у собі випадки, коли покриттів не відбувається, але одна або обидві зорі під дією приливних сил одна одної витягуються та під час обертання повертаються різними боками, унаслідок чого також спостерігається мінливість.
- Астрометричні подвійні зорі — пари зір, у яких спостерігається тільки один, яскравіший об'єкт, при цьому його траєкторія руху не прямолінійна, що вказує на наявність тьмяного масивного супутника, наприклад, білого карлика.

Іноді трапляються пари зір, які близько розташовані в проєкції на небесну сферу, але розташовані одна від одної на великій відстані й не пов'язані гравітацією. Такі пари називаються оптично-подвійними зорями.

### Зоряні скупчення

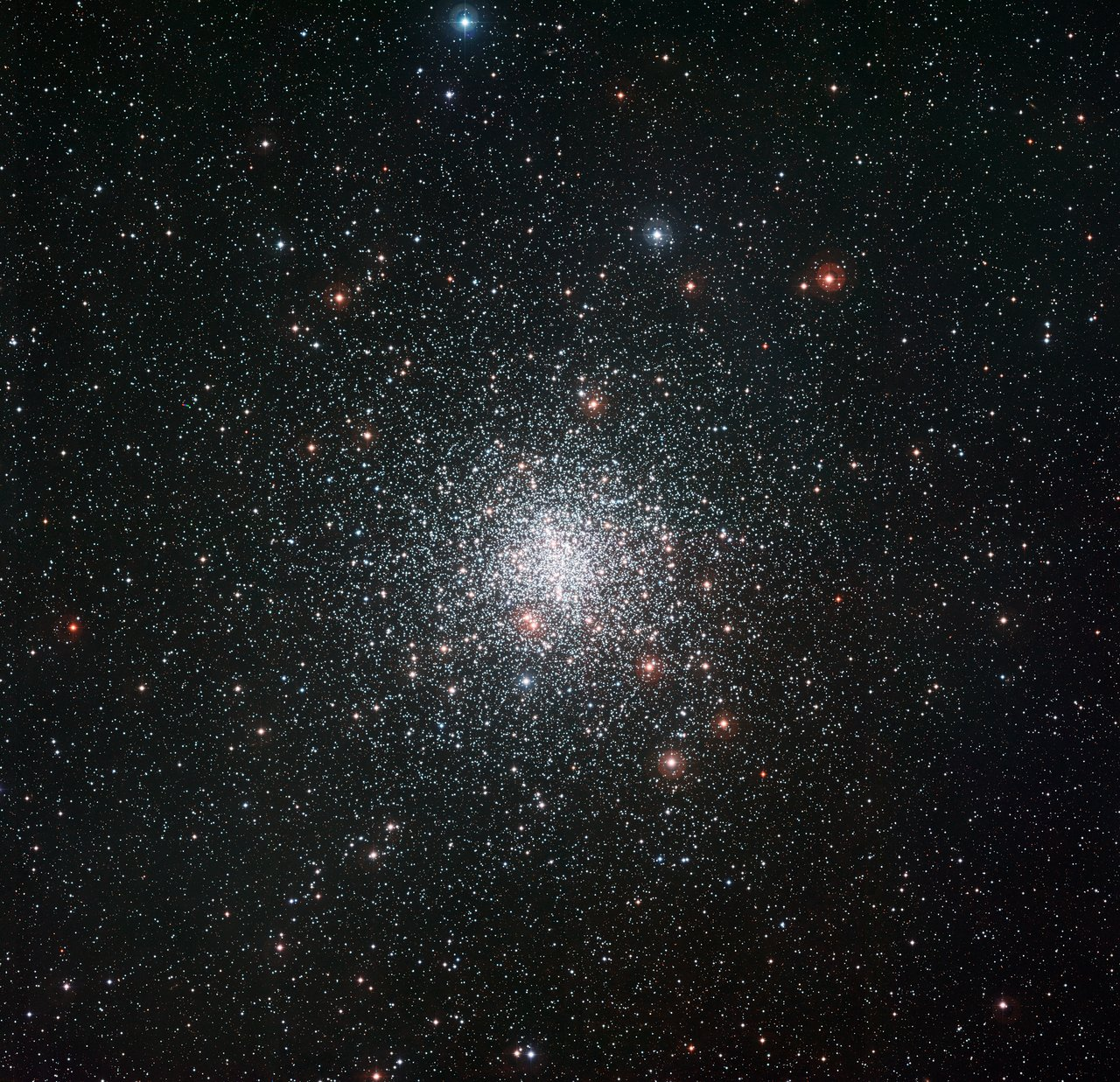
Кулясте зоряне скупчення Мессьє 4.

Коли до кратної зоряної системи належить понад десять зір, її називають зоряним скупченням. Скупчення поділяються на кулясті і розсіяні, а також виділяють окремий тип під назвою зоряні асоціації.
1. Кулясті скупчення — скупчення зір, що мають форму близьку до сферичної. Їхні діаметри становлять 20-100 пк. Це одні з найстаріших об'єктів у Всесвіті: звичайний вік кулястих скупчень — понад 10 млрд років. Тому до їхнього складу входять маломасивні старі зорі, більшість із яких перебуває на завершальних стадіях своєї еволюції. Кулясті скупчення відрізняються високою концентрацією зір. Наприклад, у кубічному парсеку в центрі такого скупчення буває від декількох сотень до десятків тисяч зір. Для порівняння: в околицях Сонця на кубічний парсек припадає лише одна зоря. У Чумацькому Шляху налічують понад 150 кулястих скупчень[193].
2. Розсіяне скупчення — зоряна система, яка зазвичай складається з декількох сотень або тисяч зір, компоненти якої розташовуються на досить великій відстані один від одного. Цим вона відрізняється від кулястих скупчень, де концентрація зір більша. З цієї причини розсіяні скупчення важче виявляти і вивчати. Якщо зорі, що перебувають на однаковій відстані від спостерігача, рухаються в одному напрямку, є підстави припускати, що вони входять до розсіяного скупчення. Розсіяні скупчення досить численні. Їх відомо більше, ніж кулястих. Деякі з них розташовані неподалік від Сонця — наприклад, до скупчення Гіади близько 40 пк. Здебільшого до них входять масивні та яскраві зорі. Розсіяні скупчення мають невелику масу, тому їх гравітаційне поле не здатне утримувати компоненти разом тривалий час і вони поступово віддаляються одна від одної[194][195][196][197].
3. Асоціація зір — розріджене скупчення молодих зір високої світності, що відрізняється від інших типів скупчень своїм розміром (близько 200—300 св.р.). Асоціації здебільшого пов'язані з хмарами молекулярного газу, що має порівняно низьку температуру. Утворені масивні зорі нагрівають навколишній молекулярний газ, який із часом розсіюється в міжзоряному середовищі. Асоціації, так само як і розсіяні скупчення, нестійкі. Вони повільно розширюються, і їхні компоненти віддаляються один від одного[198][199][200].

### Галактики

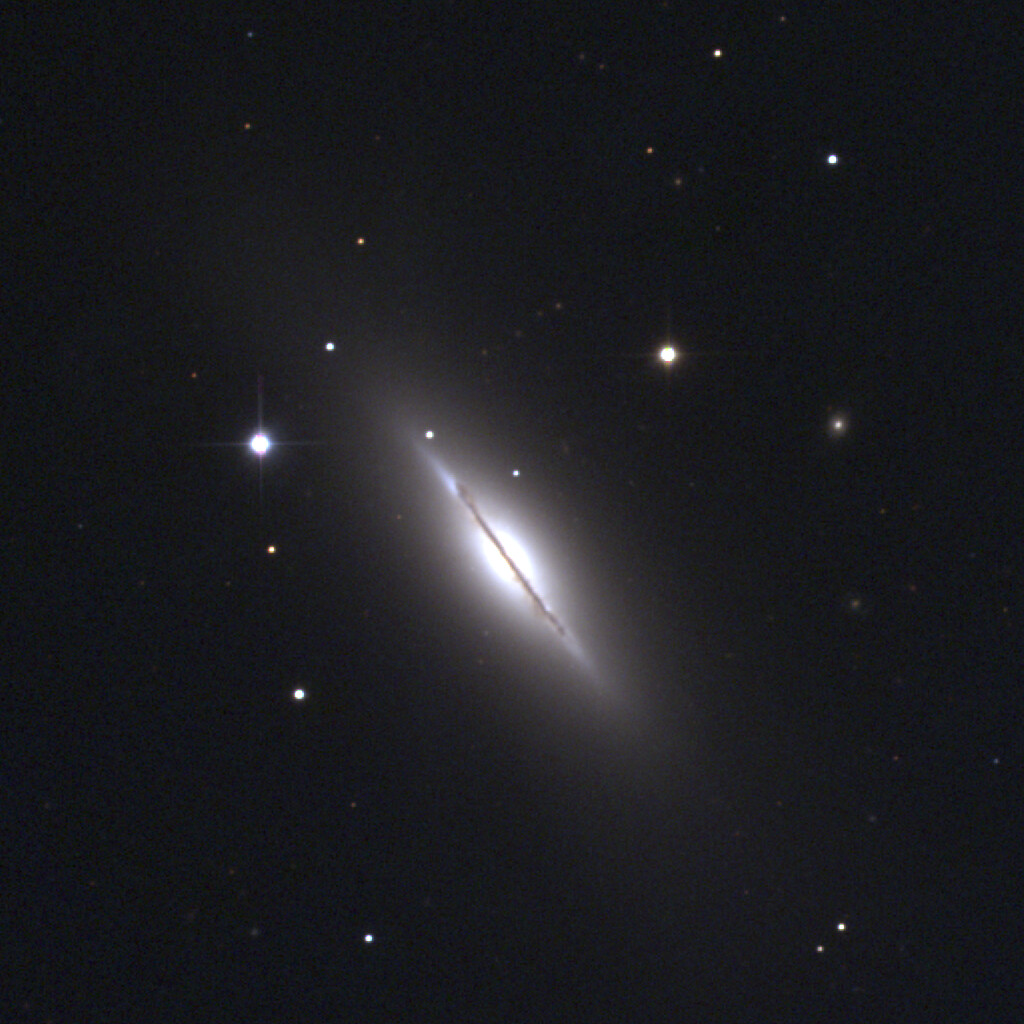
Лінзоподібра галактика NGC 5866 (М102).

Галактики — системи зір і міжзоряної речовини, найбільші з яких можуть містити сотні мільярдів зір і мати радіуси до 30 кпк. Зорі розподілені в галактиках нерівномірно: молоді, багаті на метали зорі населення I утворюють галактичний диск, а старі та бідні на метали зорі населення II утворюють балдж.
Чотири основні типи галактик, виділені ще Едвіном Габблом у 1925 році:
- Еліптичні галактики — галактики без вираженої внутрішньої структури, що мають форму кулі або еліпсоїда. Вони практично не містять газу та пилу і складаються переважно зі старих зір. Плоска складова в них відсутня.
- Лінзоподібні галактики зовні схожі на еліптичні, але, хоча сферична складова в них є основною, вони також мають зоряний диск.
- Спіральні галактики мають як сферичну, так і плоску складові, при цьому остання виражена сильніше, ніж у лінзоподібних, а в дисках спіральних галактик виявляється спіральна структура.
- Неправильні галактики — галактики асиметричної форми, що містять багато газу та пилу. Сферична складова в таких галактиках практично відсутня, більшість зір — молоді й утворюють плоску підсистему.

Кожна галактика містить щонайменше мільярди зір. Наприклад, лише наша Галактика (Чумацький шлях), яка є не далеко не найбільшою у Всесвіті, містить від 200 до 400 мільярдів зір, при цьому її маса становить близько 1 трильйона мас Сонця. А одна з найбільших відомих галактик, яка отримала каталожний номер ESO 383-76 (або ESO 383-G 076), має масу в 230 трильйонів сонячних.

## Екзопланети

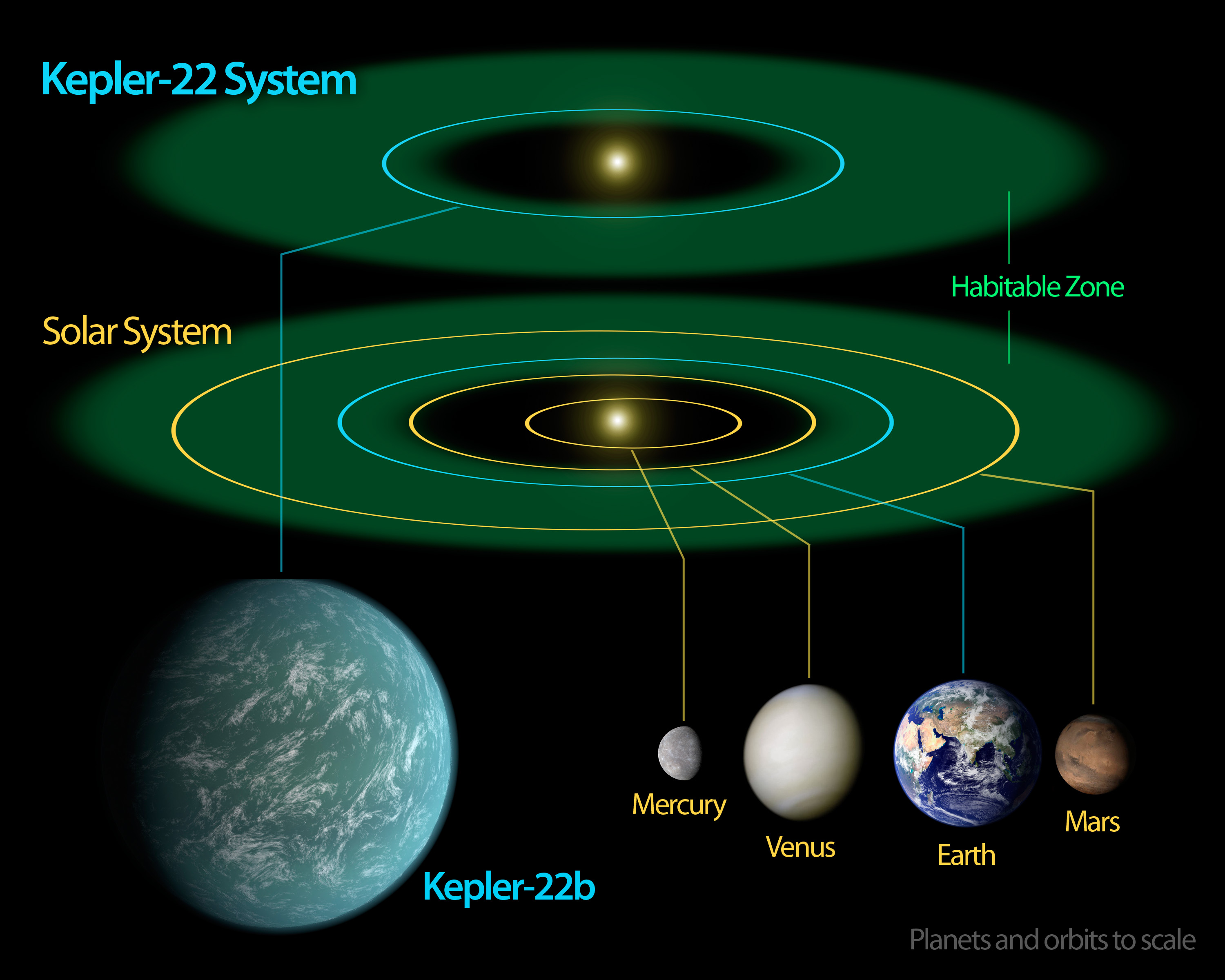
Планетна система Kerler-22, де планета перебуває в життєпридатній зоні. Для порівняння в масштабі показана внутрішня частина Сонячної системи.

Сонце — не єдина зоря, навколо якої обертаються планети. Станом на листопад 2023 року підтверджено існування 5521 екзопланети в 4070 екзопланетних системах, з яких 885 мають 2 та більше планет. Планети бувають різних типів, а також можуть обертатися на різній відстані від материнської зорі й мати абсолютно різні періоди — від кількох годин до десятків років. За певних умов (зокрема, відстані до зорі, її світності та наявності в планети атмосфери) планета може перебувати в зоні, придатній для життя (англ. habitable zone). Існують системи, які налічують одразу декілька планет у придатній для життя зоні.
Екзопланети є популярними об'єктами в культурі. У базі даних IMDB є декілька десятків фільмів, у яких зображені планети в інших зоряних системах, зокрема вони зображені в фільмі «Інтерстеллар», «Аватар» та «Аватар-2», «Джон Картер: між двох світів», «Прометей», трилогія «Чорна діра», «Хроніки Ріддіка», «Ріддік» та інші. Також екзопланети фігурують у комп'ютерних іграх, зокрема, у глобальній стратегії Stellaris.

## Зорі в культурі та мистецтві

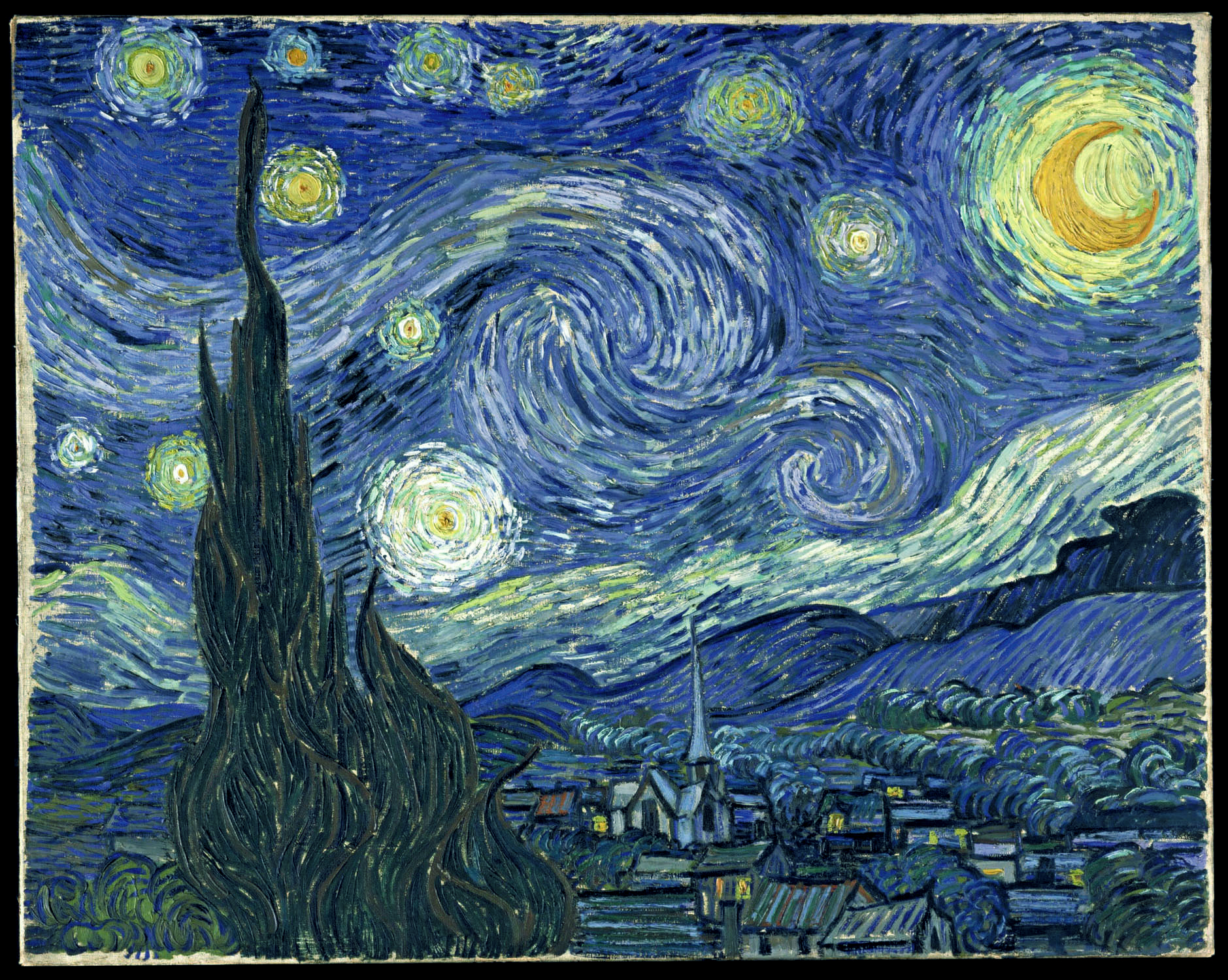
«Зоряна ніч» ван Гога

Оскільки зорі були відомі людству здавна, вони зустрічаються в культурі та мистецтві різних народів в усьому світі протягом тисячоліть і ця тема тісно пов'язана з історією астрономії. Через це існує величезна кількість прикладів використання зір як об'єктів фольклору, мистецтва, релігії, псевдонауки і навіть науки, тому в цьому розділі наведена лише вкрай стисла інформація про зорі в культурі та мистецтві.
Давньоєвропейська культура використовувала зорі переважно в наукових та філософських творах. Наприклад, саме з древньої Греції походять перші моделі світу (Птолемея, Арістарха, Арістотеля, Гіппаркоса). Інший відомий приклад появи зір в культурі — Стоунгендж, який, згідно однієї з гіпотез, використовувався для відстеження руху Сонця, а також визначення рівнодення та сонцестояння, а також використовувався для різних обрядів. Протягом Середньовіччя в Європі розвиток астномі був сильно сповільнений, зокрема через низку епідемій та вплив церкви, хоч і не зупинився поівністю, однак в культурі цих часів зорі зустрічаються нечасто. В часи Ренесансу та надалі тема зір почала різко відновлюватися як в науці, так і культурі, зокрема завдяки тому, що було зроблено ряд революційних на той час відкриттів і написано ряд визначних наукових трактатів (наприклад, «Про обертання небесних сфер» Коперника) та був винайдений телескоп.
Per aspera ad astra — латинський вислів, що в перекладі означає «Крізь терня до зір», або «Тернистим шляхом до зірок». У загальному розумінні цей вислів вказує на те, що успіх чи досягнення в житті вимагає від людини подолання труднощів і часто зустрічається з викликами та перешкодами.
В давньому Китаї та Індії зорі увійшли в культуру переважно через астрологію, тобто намагання знайти взаємозв'язок між подіями на небі та на Землі. Однак, не тільки астрологія, але й зачатки досліджень змінних зір походять зокрема з цього регіону, оскільки саме китайські і індійські астрономи та літописці першими почали задокументовувати появу так званих «гостьових зір», які століттями пізніше їх класифікували, як наднові зорі.
В африканській культурі зорі фігурують в безлічі народних міфів, легенд та прикмет. Наприклад, в культурі південної Африки поява скупчення Плеяд над горизонтом означала початок сезону, коли можна сапати землю та починати вирощувати наступний врожай. В різних південноафкрианських народів існують різні легенди щодо виникнення Чумацького шляху та зір зокрема (вони вважають їх очами мертвих, що дивляться або душами тих, хто не хотів народжуватися). Давні єгиптяни мали свої прикмети, пов'язані з зорями, а також склали один з перших календарів, базуючись на руху Сіріуса по небу.
В Південній та Центральній Америці, зокрема в культурі Мая, зорі були вкорінені переважно в релігійні переконання цих цивілізацій. На території, де вони мешкали, будувалися обсерваторії для відстеження руху зір та відомих на той час планет. Більшість з них було зруйновано іспанськими конкістадорами. Однак, частина інформації про відкриття Мая збереглася, зокрема відомо про існування таблиць з прогнозами моментів сонячних та місячних затемнень.

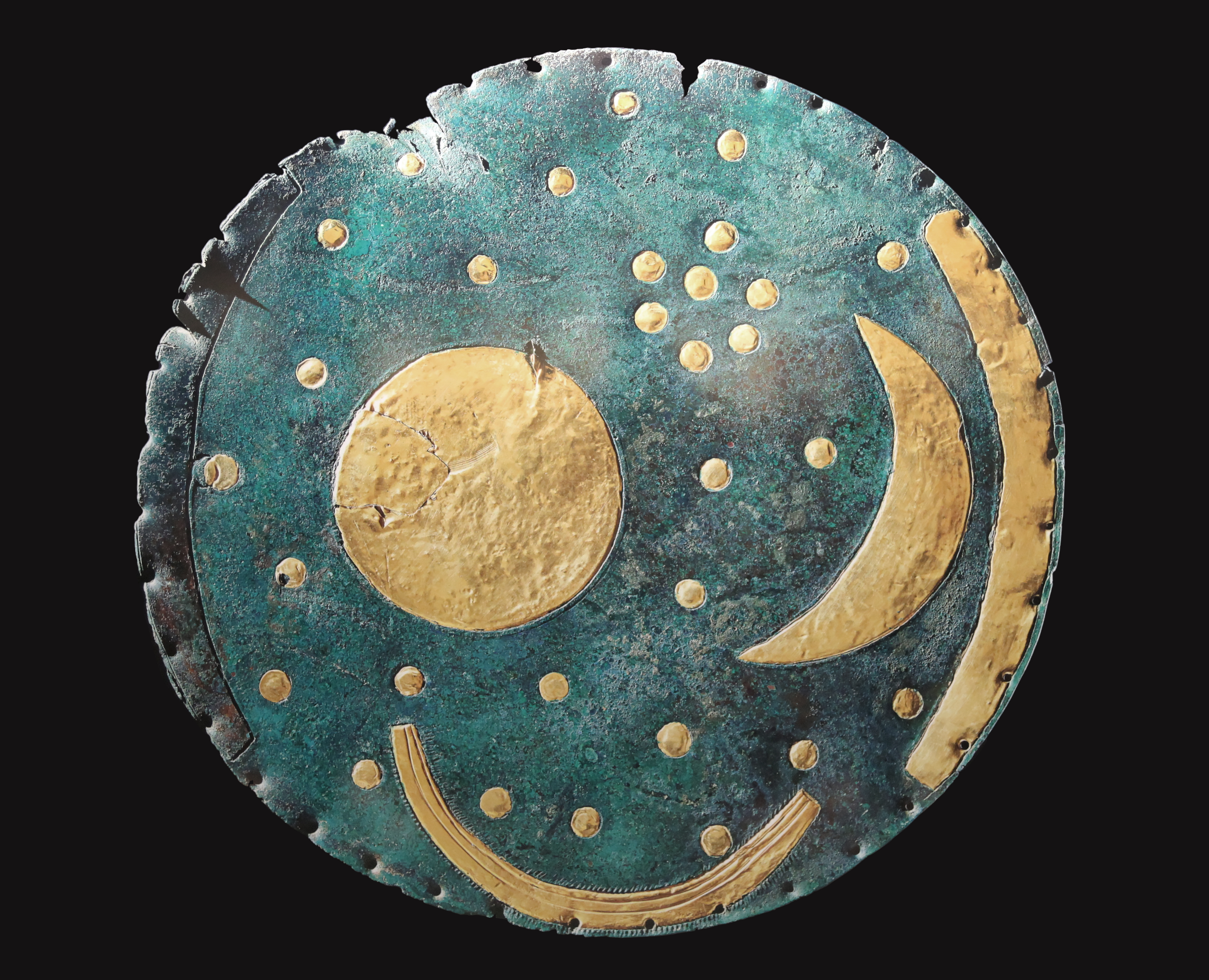
Небесний диск із Небри

Символічні п'ятикутні (рідше — багатокутні) зображення зір зустрічаються в багатьох творах Середньовіччя та античності. Найперші зображення зір відносяться ще до часів бронзової доби (приклад — Небесний диск із Небри). Існує також низка картин відомих художників є ті, які зображують нічне зоряне небо:
- Зоряна ніч (Вінсент ван Гог, 1889)
- Зоряна ніч над Роною (Вінсент ван Гог, 1888)
- Втеча в Єгипет (Адам Ельсгаймер, 1609)
- Виверження Везувію[d] (Джозеф Райт, 1773—1775)
- Ноктюрн у чорному і золотому (Джеймс Вістлер, друга половина 19 століття)
- Літня ніч (Гаральд Сольберг[en], ?)
- Бульвар Монмартр вночі (Каміль Піссарро, ?)

Прапор Австралії, на якому присутні зорі одразу з кількома різними кількостями променів.

П'ятикутні зорі є елементами прапорів десятків країн, наприклад США, В'єтнаму, багатьох мусульманських країн: Туреччини, Алжиру, Сирії та інших. Зорі з іншою кількістю кутів зустрічаються рідше, наприклад на прапорі Ізраїлю є шестикутна зірка Давида, на прапорі Аруби — чотирикутна, а на прапорі Непалу та Маршаллових островів — багатокутні зорі.
В сучасній культурі зорі фігурують в художніх науково-фантастичних фільмах, книгах, відеоіграх (зокрема, навчальних), часто в окремому жанрі творів про міжзоряний політ. Дуже часто самі зорі є другорядними об'єктами в фільмах та відеоіграх, оскільки основний сюжет фокусується на інших астрономічних об'єктах (екзопланетах, космічних кораблях, астероїдах, позаземному житті тощо) або на персонажах. Кількість фільмів, де основним об'єктом сюжету є зоря (здебільшого — Сонце), невелика. Прикладами є фільм Пекло (англ. Sunshine) 2007 року, японський фільм 1990 року з аналогічним сюжетом Сонячна криза та Подорож до зворотного боку Сонця.